# Salon littéraire

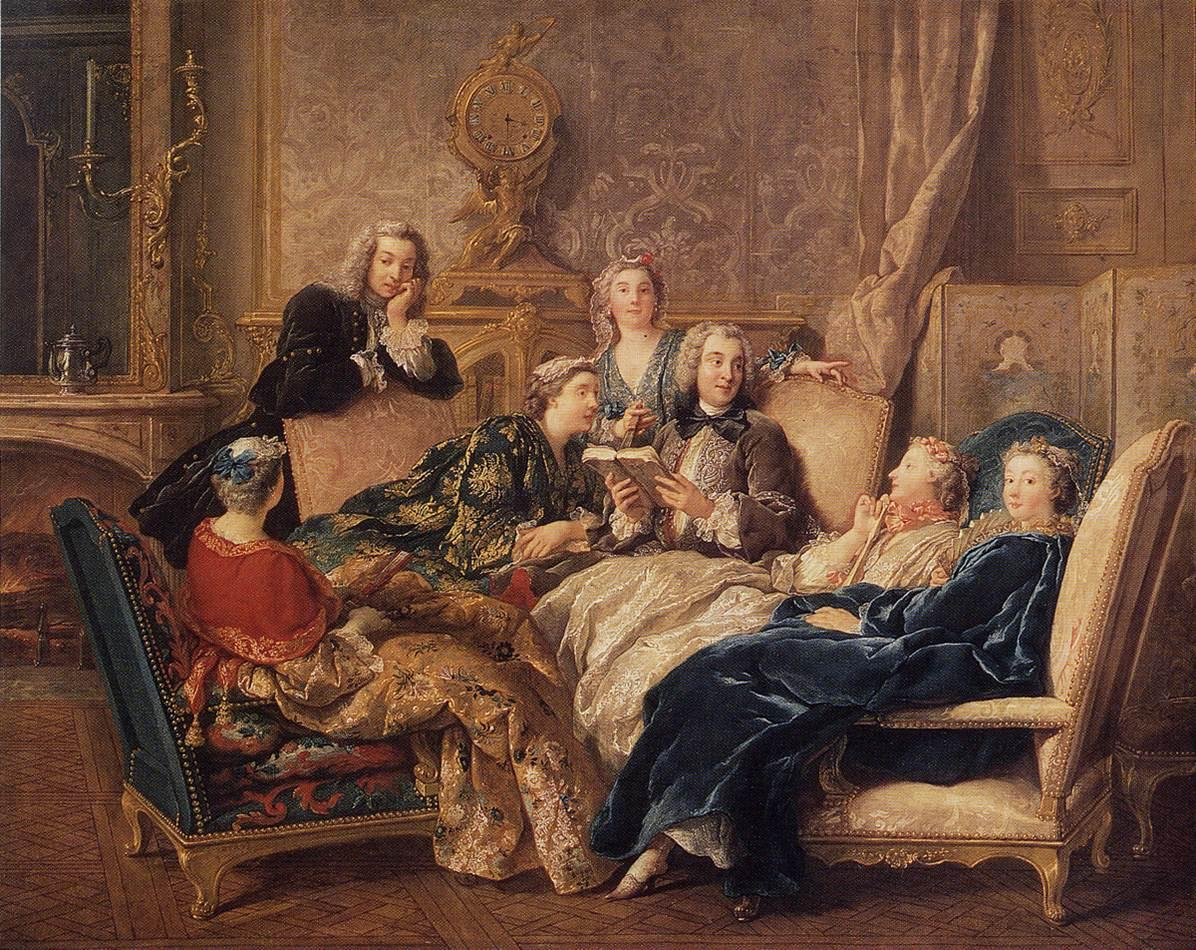
Lecture de Molière par Jean-François de Troy, vers 1728.

Un salon littéraire ou salon de conversation est une réunion à date convenue d’hommes et de femmes lettrés, bourgeois ou nobles à l'origine attirés vers les Belles-lettres et la poésie, la littérature et le théâtre, et souvent autrefois les arts et les sciences. Les participants sont des familiers habitués du salon ou bien choisis irrégulièrement ou parfois invités exceptionnellement, par les personnalités organisatrices qui s'efforcent de « tenir salon », souvent une ou plusieurs maîtresses de maison à tour de rôle. À l'instar de la puissance invitante, ils doivent s'engager à montrer de « belles manières » et éviter toute rancœur et toutes disputes aigres, rancunières et violentes, malgré des constats de différence et de  désaccords évidents entre eux. Il s'y est développé un art de la conversation polie et de la discussion argumentée.
Leur fréquentation était plus ou moins recherchée selon les centres d'intérêt ou les tendances d'opinion affichée du salon, la générosité ou l'hospitalité des maîtres de maison qui offrent souvent repas, boissons ou collations, mais aussi en fonction de la profondeur des sujets exposés ou fréquemment évoqués et surtout la présence des personnalités de premier plan dans un domaine. Avant le XIXe siècle, de telles réunions étaient qualifiées de « société » ou de « cercle ».
Ces rencontres régulières, afin de discuter d’actualité de l’époque concernée, philosophie, littérature, journalisme, morale, avancées ou constat de progrès en un champ choisi, observations des régressions, etc. ont pu évoluer vers un formalisme courtisan ou devenir un lieu nécessaire de la vie bourgeoise ou mondaine. Mais parfois, les meilleurs salons, toujours associés à des vieux thèmes de prédilection, pouvaient ou peuvent vivifier un ou plusieurs milieux intellectuels ou de savoir particulier. Les salons littéraires se distinguent des cafés littéraires comme le Procope, lieux publics où les discussions se tenaient sans invitation, ni horaire, ni sujet précis.

## En France

### Avant le règne de Louis XIV
Avant le règne de Louis XIV, préexistaient non pas des salons mais des groupes littéraires. Le plus célèbre était celui de Malherbe dont Boileau salua l’avènement. Ce salon était réputé non pas pour aider mais pour détruire ses contemporains. Par exemple, Racan, voyant que Malherbe avait rayé environ une page sur deux d’un livre de Ronsard, commit l’imprudence de lui demander si le reste était bon. Malherbe, d’abord interloqué, passa la première heure de leur réunion à biffer toutes les pages qui avaient échappé au premier massacre.

### AuXVIIesiècle
Il y a eu ensuite jusqu’au début du XIXe siècle, des réunions assez nombreuses d’esprits d’élite ou de personnes tenant à la « société polie », qui constituèrent autant de centres, de foyers littéraires dont la connaissance est indispensable pour saisir dans ses détails et dans ses nuances l’histoire de la littérature. Comme ces salons littéraires furent presque toujours présidés par des femmes, l’histoire des premiers ne peut s’envisager indépendamment des secondes que distinguaient l’esprit, le goût et le tact. Pour les aider à diriger leurs salons elles employaient des valets habillés de vestes et de bérets blancs qui servaient  les boissons, les livres… En plus elles payaient un philosophe pour lancer des débats, des discussions, présenter des livres et ramener des participants.
C’est dans leur salon que s’est développée l’habitude de la conversation, et qu’est né l’art de la causerie caractéristique de la société française. Ces salons où l’on s’entretenait de belles choses en général, et surtout des choses de l’esprit, exercèrent une influence considérable sur les mœurs et la littérature.
La première réunion de ce genre fut celle de l’hôtel de Rambouillet, dont la formation remonte à 1608 et dura jusqu’à la mort de son hôtesse, Catherine de Rambouillet, dite « Arthénice », en 1659. Ce salon regroupe les écrivains majeurs de l'époque : Malherbe, Racan, Vaugelas, Voiture, Corneille, La Rochefoucauld, Madame de Sévigné, Madame de La Fayette, etc.
Le second salon littéraire à voir le jour fut celui de Conrart. Il ne date que de 1629. Malgré cela, comme c’était un salon d’hommes, cette réunion littéraire privée devint, au bout de quelques années, sous la protection de Richelieu, et malgré certaines résistances, grâce à Boisrobert et à Chapelain, un corps officiel d’où est sortie l’Académie française.
Vers le milieu du XVIIe siècle, l’abbé d’Aubignac eut une réunion littéraire dont il voulut également faire une Académie. Il écrivit à ce sujet un Discours au roi sur l’établissement d’une seconde Académie dans la ville de Paris (1664) qui sollicitait le titre d’« Académie royale », mais ni le roi ni les ministres ne s’occupèrent de ces visées ambitieuses pourtant appuyées par le dauphin, protecteur de l’abbé.
Madeleine de Scudéry créa en 1652 son propre salon littéraire. La plupart des célébrités de l’époque honorèrent régulièrement les « samedis de Mlle de Scudéry » de leurs conversations érudites et galantes. Il en est de même pour la marquise du Plessis-Bellière, qui anima un cercle littéraire autour de Fouquet. 
Scarron, dont le style burlesque autant que ses épigrammes souvent acerbes ont traversé les siècles jusqu’à nous, ouvrit, au début du règne de Louis XIV, un salon qui acquit une grande notoriété après son mariage avec Françoise d’Aubigné, future Madame de Maintenon alors âgée de seize ans. L'amitié de cette dernière avec Ninon de Lenclos, qu’elle prit sous sa protection, et la légèreté de leur jeune âge attirèrent rapidement les mondains et les beaux esprits et enfin l’élite intellectuelle du temps.

### Salons littéraires duXVIIIesiècle

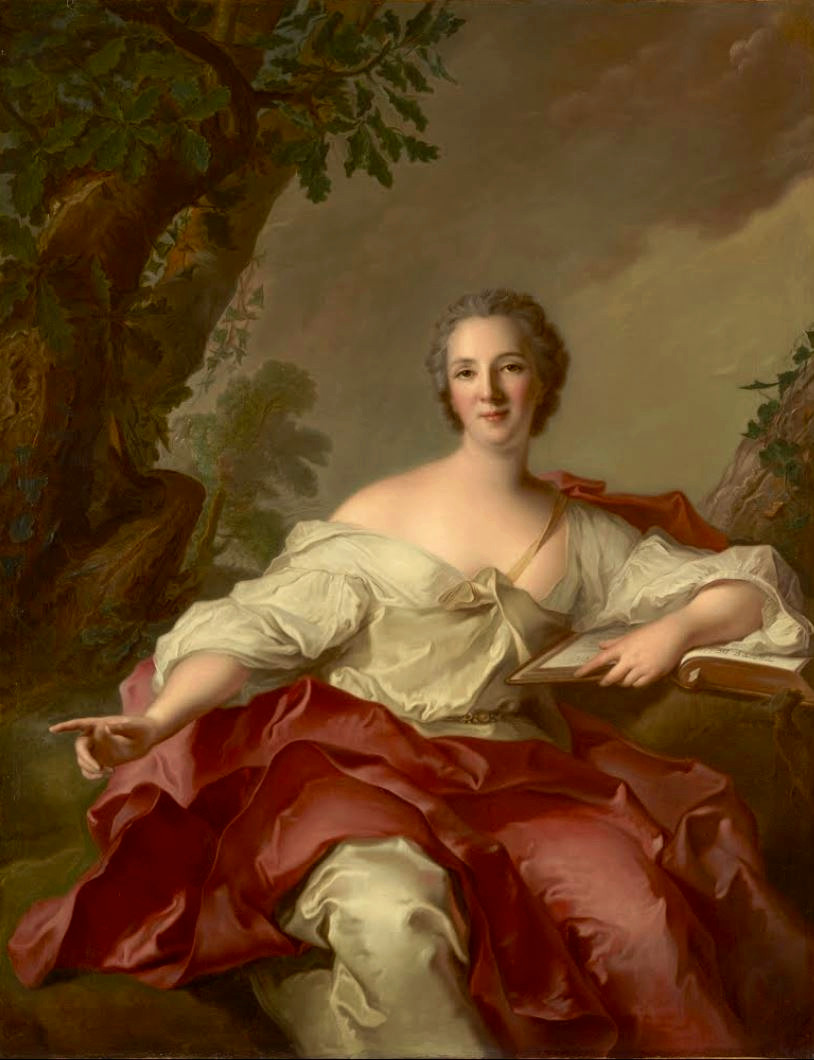
Madame Geoffrin, salonnière du XVIIIe siècle.

Les salons littéraires, au siècle des Lumières, étaient organisés par des personnes qui invitaient les savants chez elles en fonction des sujets abordés, mais aussi selon l’hôtesse : par exemple, chez Madame de Tencin ou Madame Geoffrin, on ne recevait que des célébrités littéraires et philosophiques, telles que Diderot, Marivaux, Grimm, Helvétius…
Ce sont des salons où l'on aime discuter et débattre des idées souvent défendues dans des ouvrages dont les invités seront les premiers critiques. En fait, le véritable objet de ces rencontres est de trouver les moyens de contribuer au bonheur de l’homme, directement tributaire, croit-on, du progrès et du nouvel humanisme naissant.
On sait aujourd’hui que les salons ont préparé le « terreau » de la Révolution française par leur influence certaine sur l’opinion publique : même les ministres écoutaient les discours éclairés des philosophes sur la politique et la culture.
Le XVIIIe siècle eut le salon du baron d’Holbach, « le premier maître d’hôtel de la philosophie » chez qui se réunissaient Diderot, d’AIembert, Helvétius, Marmontel, Raynal, Grimm, l’abbé Galiani, etc. On a même dit que l’idée de l'Encyclopédie naquit lors d'un débat de ce salon que Rousseau appela, après sa rupture avec les Lumières, le « club holbachique », et dont Morellet, qui avait également son propre cercle, a écrit qu’« On y disait des choses à faire cent fois tomber le tonnerre sur la maison, s’il tombait pour cela. »

### AuXIXesiècle
Un célèbre salon, au XIXe siècle fut celui de Juliette Récamier à l'Abbaye aux Bois ; ainsi que celui de Charles Nodier à la bibliothèque de l'Arsenal où se retrouvaient les hommes les plus illustres dans le monde des lettres et des arts que la France ait produits au cours du XIXe siècle. À son arrivée au poste de bibliothécaire de Monsieur, en remplacement de l’abbé Grosier, Nodier amena à l’Arsenal la brillante pléiade des écrivains et des artistes de l’école romantique, qui trouvèrent dans leur aîné de vingt à trente ans, un guide et un appui. Victor Hugo, Lamartine, Alfred de Musset, Alexandre Dumas, Balzac, Sainte-Beuve, Alfred de Vigny, Émile Deschamps, Jules Janin, Eugène Delacroix, les frères Johannot, Robert-Fleury, Jean-Jacques Champin, Liszt, Amable Tastu, et bien d’autres encore, étaient les habitués de ce salon situé au premier étage de l’Arsenal.
Sous la Troisième République, de nombreux salons littéraires virent le jour à Paris : celui de la princesse Mathilde, de la comtesse Potocka, de la comtesse Diane, de Juliette Adam, de Geneviève Halévy ou de Rosalie von Gutmann, comtesse de Fitz-James. On y rencontrait des gens de lettres tels que Marcel Proust, Paul Bourget, Paul Hervieu, Jules Lemaître, Robert de Montesquiou ou Guy de Maupassant.

### AuXXesiècle
Au cours du XXe siècle, l’histoire des salons connaît des tournants décisifs ; alors qu’ils sont au début du siècle à leur apogée – devenant des lieux de mondanités artistiques incontournables – ils connaissent finalement un déclin dû aux bouleversements modernes du milieu littéraire et artistique.
Les salons sont toujours portés par des femmes, généralement épouses d’hommes importants : politiques, artistes, écrivains, etc.
De plus en plus, ils sont des lieux de vie littéraire où les réputations se font et se détériorent. Chaque salonnière a ses protégés, des artistes qu’elle invite, porte, défend et met sur le devant de la scène. Ce sont des lieux où sont organisées de nombreuses lectures, des représentations. Certains artistes sont lancés par des salons, comme Marcel Proust dans le salon de Madame Madeleine Lemaire. D’autres deviennent des personnalités mondaines importantes : Proust, toujours, Cocteau…
Par ailleurs, les salons littéraires apparaissent à cette période comme un lieu d’expression débridée de l’homosexualité de leurs participants. Encore considérée comme une pratique dépravée, chacun – a fortiori les hommes – trouve dans ces salons la possibilité de laisser libre cours à l’homosexualité que la société réprime. Il n’en ressort pas moins des inégalités entre les hommes et les femmes, puisque ces dernières sont beaucoup plus mal vues que les hommes en fréquentant une personne du même sexe ou en se travestissant.
Pendant la période d’entre-deux guerres, le succès des salons, bien qu’atteint par les événements, subsiste. Ce succès ne résiste pas à la fébrilité des années folles et draine encore dans les appartements de nombreuses salonnières quantité d’artistes.
C’est dès la fin de la Seconde Guerre mondiale et durant les décennies suivantes que ces salons connaissent un déclin. Bouleversés par des modes de divertissement différents – l’apparition de la télévision notamment – ils se font plus rares, avant de disparaître.
Quelques grands salons du XXe siècle sont ceux de Natalie Clifford Barney, la comtesse Greffuhle, Madeleine Lemaire, Mme Mühfeld, Anna de Noailles, Madame Straus, Edith Wharton.